# Jan Bergsten
Jan Bergsten, född 27 mars 1953 i Långträsk i Markbygden, är en svensk författare och journalist. Han arbetade i 45 år som journalist på dagstidningen Norrländska Socialdemokraten som reporter, redigerare, nattredaktör, redaktionssekreterare, nyhetschef och de sista sex yrkesaktiva åren som kulturredaktör. Har skrivit ett tiotal böcker, sakprosa och dokumentärromaner. Mycket av hans författande bygger på hans intresse för järnvägar, som grundlades av hans uppväxt med en far som var banvakt. Malmbanan i Norrbotten har varit ett särskilt fokus för Bergstens författarskap.